# Clesles
Clesles és un municipi francès, situat al departament del Marne i a la regió del Gran Est. L'any 2007 tenia 570 habitants.

## Demografia

### Població
El 2007 la població de fet de Clesles era de 570 persones. Hi havia 240 famílies, de les quals 66 eren unipersonals (35 homes vivint sols i 31 dones vivint soles), 70 parelles sense fills, 81 parelles amb fills i 23 famílies monoparentals amb fills.
La població ha evolucionat segons el següent gràfic:
Habitants censats

### Habitatges
El 2007 hi havia 273 habitatges, 239 eren l'habitatge principal de la família, 16 eren segones residències i 19 estaven desocupats. 267 eren cases i 3 eren apartaments. Dels 239 habitatges principals, 215 estaven ocupats pels seus propietaris, 18 estaven llogats i ocupats pels llogaters i 6 estaven cedits a títol gratuït; 2 tenien una cambra, 9 en tenien dues, 36 en tenien tres, 74 en tenien quatre i 119 en tenien cinc o més. 161 habitatges disposaven pel capbaix d'una plaça de pàrquing. A 84 habitatges hi havia un automòbil i a 135 n'hi havia dos o més.

### Piràmide de població
La piràmide de població per edats i sexe el 2009 era:
| Homes | Edats   | Dones |
| ----- | ------- | ----- |
| 0     | 95 o +  | 0     |
| 0     | 90 a 94 | 0     |
| 12    | 85 a 89 | 8     |
| 0     | 80 a 84 | 4     |
| 12    | 75 a 79 | 8     |
| 8     | 70 a 74 | 8     |
| 16    | 65 a 69 | 28    |
| 12    | 60 a 64 | 4     |
| 12    | 55 a 59 | 8     |
| 24    | 50 a 54 | 20    |
| 8     | 45 a 49 | 20    |
| 20    | 40 a 44 | 24    |
| 28    | 35 a 39 | 12    |
| 24    | 30 a 34 | 12    |
| 16    | 25 a 29 | 20    |
| 0     | 20 a 24 | 0     |
| 28    | 15 a 19 | 16    |
| 12    | 10 a 14 | 24    |
| 8     | 5 a 9   | 8     |
| 16    | 0 a 4   | 12    |

## Economia
El 2007 la població en edat de treballar era de 353 persones, 261 eren actives i 92 eren inactives. De les 261 persones actives 246 estaven ocupades (139 homes i 107 dones) i 15 estaven aturades (7 homes i 8 dones). De les 92 persones inactives 55 estaven jubilades, 15 estaven estudiant i 22 estaven classificades com a «altres inactius».

### Ingressos
El 2009 a Clesles hi havia 241 unitats fiscals que integraven 576,5 persones, la mediana anual d'ingressos fiscals per persona era de 17.201 €.

### Activitats econòmiques
Dels 17 establiments que hi havia el 2007, 5 eren d'empreses de construcció, 7 d'empreses de comerç i reparació d'automòbils, 1 d'una empresa d'hostatgeria i restauració, 2 d'empreses de serveis i 2 d'empreses classificades com a «altres activitats de serveis».
Dels 7 establiments de servei als particulars que hi havia el 2009, 1 era un taller de reparació d'automòbils i de material agrícola, 1 paleta, 1 guixaire pintor, 2 fusteries, 1 lampisteria i 1 perruqueria.
Dels 5 establiments comercials que hi havia el 2009, 1 era una botiga de menys de 120 m², 1 una sabateria, 1 una botiga d'electrodomèstics i 2 floristeries.
L'any 2000 a Clesles hi havia 12 explotacions agrícoles que ocupaven un total de 672 hectàrees.

## Poblacions més properes
El següent diagrama mostra les poblacions més properes.